# 佩扎泽
佩扎泽（義大利語：Pezzaze），是意大利布雷西亚省的一个市镇。总面积21平方公里，人口1604人，人口密度76.4人/平方公里（2009年）。国家统计（ISTAT）代码为017141。